# اومندورف (بادن-وورتمبرگ)
اومندورف (به آلمانی: Ummendorf) یک شهر در آلمان است که در Biberach واقع شده‌است.